# Pithecellobium decandrum
Pithecellobium decandrum är en ärtväxtart som beskrevs av Adolpho Ducke. Pithecellobium decandrum ingår i släktet Pithecellobium och familjen ärtväxter. Inga underarter finns listade i Catalogue of Life.